# Spurius Carvilius Maximus
Sauf précision contraire, les dates de cet article sont sous-entendues « avant l'ère commune » (AEC), c'est-à-dire « avant Jésus-Christ ».
Spurius Carvilius Maximus est un consul romain du IIIe siècle av. J.-C., issu de la gens plébéienne des Carvilii. Il en est le premier membre à atteindre le consulat en 293, puis est à nouveau consul en 272, avec comme collègue Lucius Papirius Cursor dans les deux cas.

## Biographie
Né de rang équestre, Carvilius est édile curule en 299, et accède au consulat en tant qu'homo novus six ans plus tard, avec Lucius Papirius Cursor. Ensemble, les deux hommes mènent des campagnes victorieuses contre les Samnites, lors desquelles Carvilius prend notamment Amiternum et Herculanum. Carvilius est ensuite envoyé en Étrurie, contre les Falisques. Il capture la ville de Troilium et cinq autres lieux fortifiés, vainc l'armée falisque et leur accorde la paix en échange d'un fort tribut.
De retour à Rome, Carvilius célèbre un triomphe, distribue à ses soldats une grande partie du butin de ses campagnes, verse 380000 livres de bronze au trésor et utilise le reste pour payer l'érection d'un temple à Fors Fortuna. Il fait également construire sur le Capitole une statue colossale de Jupiter, réputée si haute qu'elle pouvait prétendument être vue depuis le temple de Jupiter Latiaris sur les Monts Albains,,.
L'année suivante, Carvilius est nommé légat auprès du consul Decimus Junius Brutus Scaeva (en), qui n'a aucune expérience militaire. L'historien Marcus Velleius Paterculus lui attribue également un poste de censeur, probablement en 289.
Carvilius est élu consul une deuxième fois en 272, avec son ancien collègue, Lucius Papirius Cursor, dans l'espoir qu'ils mettent fin à la guerre avec les Samnites avant que Pyrrhus ne puisse revenir en Italie (sa dernière incursion remonte à 275). Bien que les détails de la guerre ne soient pas connus, les consuls ont vaincu les Samnites, les Lucani, les Bruttii et les Tarentins et ont célébré un deuxième triomphe,.
Carvilius est le père de Spurius Carvilius Maximus Ruga, consul en 234 et 228 av. J-C.